# La Chapelle-en-Vexin
Pour les articles homonymes, voir La Chapelle.
La Chapelle-en-Vexin est une commune française située dans le département du Val-d'Oise, en région Île-de-France.
Ses habitants sont appelés les Chapellois.

## Géographie

### Description
La Chapelle-en-Vexin est un village périurbain du Vexin français dans le Val-d'Oise et limitrophe du département de l'Oise, traversé par l'ancienne route nationale 14 et situé à 30 km au nord-est de Pontoise, à 11 km au sud-ouest de Gisors, 54 km au sud-est de Rouen et 21 km au nord de Mantes-la-Jolie.

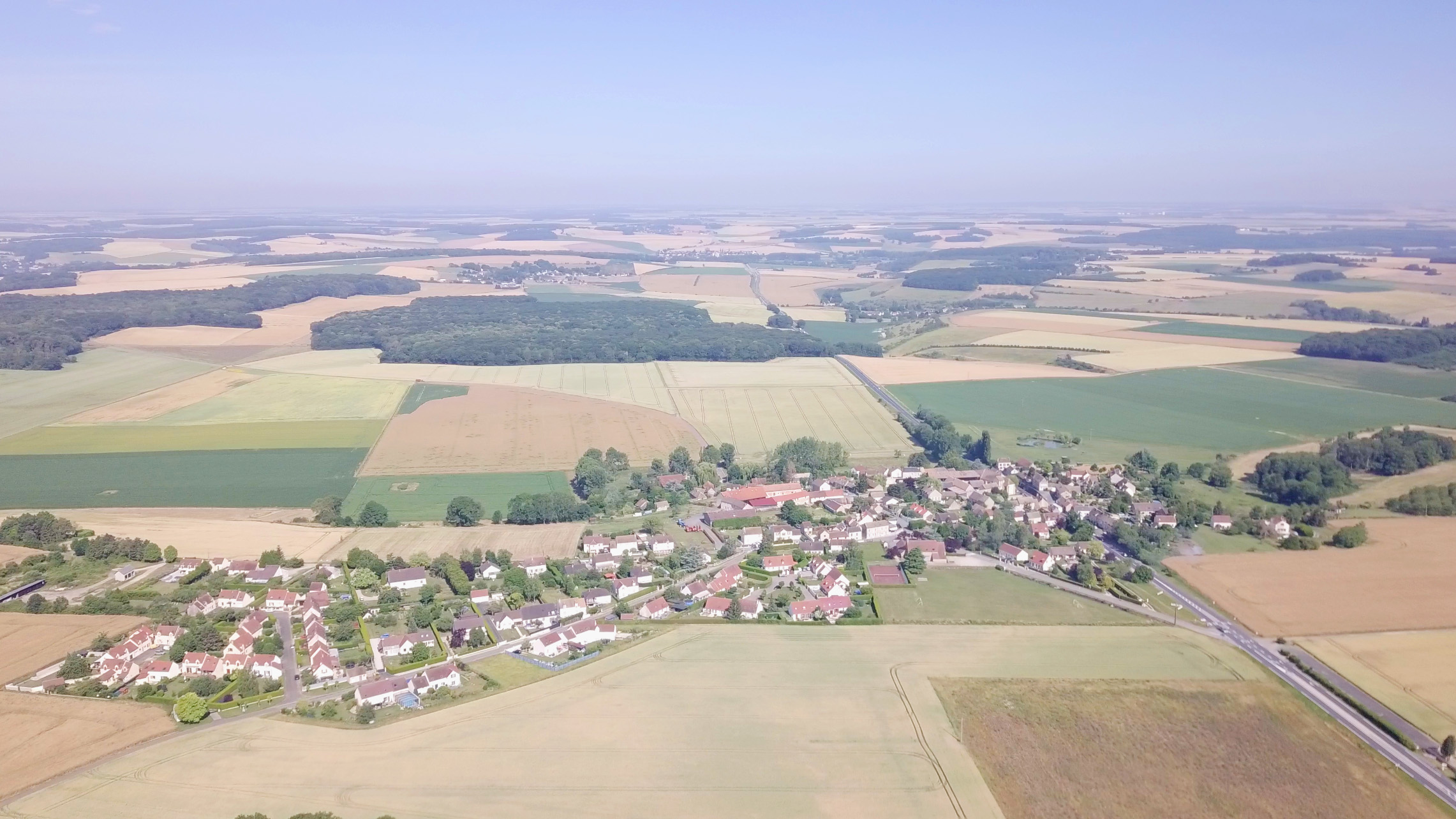
Vue aérienne du village.

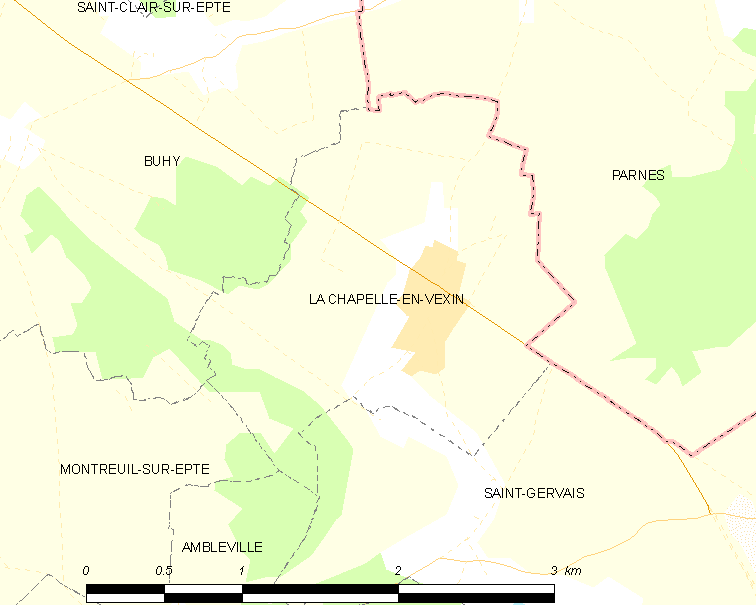
Carte de la commune.
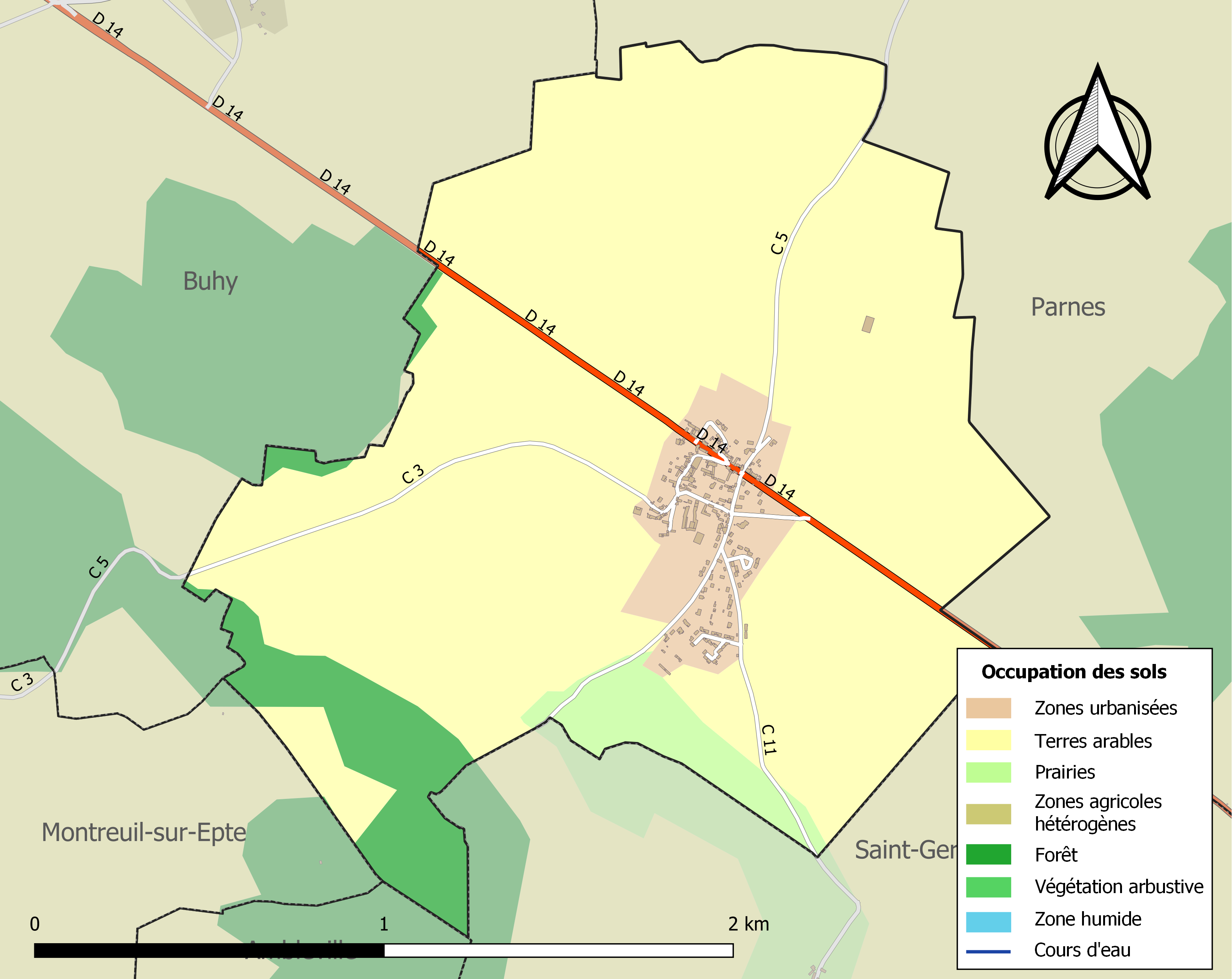
Occupation des sols.

### Communes limitrophes
La commune est limitrophe de Saint-Gervais, Ambleville, Montreuil-sur-Epte, Buhy et Parnes (dans le département de l'Oise).
|                    | Parnes               |               |
| Buhy               | La Chapelle-en-Vexin |               |
| Montreuil-sur-Epte | Ambleville           | Saint-Gervais |

### Climat
Pour des articles plus généraux, voir Climat de l'Île-de-France et Climat du Val-d'Oise.
En 2010, le climat de la commune est de type climat océanique dégradé des plaines du Centre et du Nord, selon une étude du CNRS s'appuyant sur une série de données couvrant la période 1971-2000. En 2020, Météo-France publie une typologie des climats de la France métropolitaine dans laquelle la commune est exposée à un climat océanique et est dans la région climatique  Sud-ouest du bassin Parisien, caractérisée par une faible pluviométrie, notamment au printemps (120 à 150 mm) et un hiver froid (3,5 °C). 
Pour la période 1971-2000, la température annuelle moyenne est de 10,4 °C, avec une amplitude thermique annuelle de 14,4 °C. Le cumul annuel moyen de précipitations est de 726 mm, avec 11,4 jours de précipitations en janvier et 8,3 jours en juillet. Pour la période 1991-2020, la température moyenne annuelle observée sur la station météorologique la plus proche, située sur la commune d'Étrépagny à 16 km à vol d'oiseau, est de 11,3 °C et le cumul annuel moyen de précipitations est de 774,0 mm,. Pour l'avenir, les paramètres climatiques de la commune estimés pour 2050 selon différents scénarios d'émission de gaz à effet de serre sont consultables sur un site dédié publié par Météo-France en novembre 2022.

## Urbanisme

### Typologie
Au 1er janvier 2024, La Chapelle-en-Vexin est catégorisée commune rurale à habitat dispersé, selon la nouvelle grille communale de densité à sept niveaux définie par l'Insee en 2022.
Elle est située hors unité urbaine. Par ailleurs la commune fait partie de l'aire d'attraction de Paris, dont elle est une commune de la couronne,. Cette aire regroupe 1 929 communes,.

### Voies de communication et transports
La RN 14 utilise le tracé de  la chaussée Jules César, une ancienne voie romaine reliant Lutèce (Paris)-Juliobonna (Lillebonne) et qui traverse le plateau du Vexin. Utilisée par plus de 12 000 véhicules dont 10 % de camions, sa déviation est envisagée depuis 1955 et fait l'objet d'un nouveau projet présenté en 2021,

## Toponymie
Le village de la Chapelle, qui autrefois s’appelait Heudicourt jusqu’au XIIe siècle (du nom germanique Hildiric et du latin cortem (domaine)), fut érigé en paroisse en 1194 et prit alors le nom de Capella en 1281.

## Histoire
Le territoire de la commune est occupé depuis la préhistoire comme l'atteste la découverte de traces d'un habitat préhistorique et gallo-romain au lieu-dit la Vieuville. En 1066, les moines de saint-Évroult édifièrent une chapelle sur les terres de Hébert Le Bouteiller, fondateur de la seigneurie de Serans. C'est à cette époque que Richard seigneur de Heudricourt blessé lors d'un combat sur l'Epte se fit moine à l'abbaye.
Le village devient paroisse en 1194 et prit le nom de la chapelle élevée sur son territoire.
La commune a refusé en 1995 son intégration au parc naturel régional du Vexin français, avant de finalement le rejoindre en 2008 avec quatre autres communes.

## Politique et administration

### Rattachements administratifs et électoraux
Rattachements administratifs
Antérieurement à la loi du 10 juillet 1964, la commune faisait partie du département de Seine-et-Oise. La réorganisation de la région parisienne en 1964 fit que la commune appartient désormais au département du Val-d'Oise et à son arrondissement de Pontoise après un transfert administratif effectif au 1er janvier 1968.
Elle faisait partie de 1793 du canton de Magny-en-Vexin de Seine-et-Oise puis du Val-d'Oise. Dans le cadre du redécoupage cantonal de 2014 en France, cette circonscription administrative territoriale a disparu, et le canton n'est plus qu'une circonscription électorale.
Rattachements électoraux
Pour les élections départementales, la commune est membre depuis 2014 du canton de Vauréal
Pour l'élection des députés, elle fait partie de la première circonscription du Val-d'Oise.

### Intercommunalité
La Chapelle-en-Vexin est membre depuis 2013 de la communauté de communes Vexin - Val de Seine, un établissement public de coopération intercommunale (EPCI) à fiscalité propre créé en 2005 et auquel la commune avait transféré un certain nombre de ses compétences, dans les conditions déterminées par le code général des collectivités territoriales.

### Liste des maires
| Période                                  | Période  | Identité         | Étiquette      | Qualité |
| ---------------------------------------- | -------- | ---------------- | -------------- | ------- |
| Les données manquantes sont à compléter. |          |                  |                |         |
| mai 1925                                 |          | M. D. Dupuis     |                |         |
| 1980                                     | 1995     | Jacques Langlois |                |         |
|                                          |          |                  |                |         |
| mars 2001                                | mai 2020 | Joël Pillon,     |                |         |
| mai 2020                                 | En cours | Joëlle Valenchon | Sans étiquette |         |

## Population et société

### Démographie
L'évolution du nombre d'habitants est connue à travers les recensements de la population effectués dans la commune depuis 1793. Pour les communes de moins de 10 000 habitants, une enquête de recensement portant sur toute la population est réalisée tous les cinq ans, les populations de référence des années intermédiaires étant quant à elles estimées par interpolation ou extrapolation. Pour la commune, le premier recensement exhaustif entrant dans le cadre du nouveau dispositif a été réalisé en 2004.

En 2022, la commune comptait 316 habitants, en évolution de −7,33 % par rapport à 2016 (Val-d'Oise : +4 %, France hors Mayotte : +2,11 %).
| 1793 | 1800 | 1806 | 1821 | 1831 | 1836 | 1841 | 1846 | 1851 |
| ---- | ---- | ---- | ---- | ---- | ---- | ---- | ---- | ---- |
| 199  | 198  | 186  | 199  | 228  | 238  | 228  | 204  | 209  |

| 1856 | 1861 | 1866 | 1872 | 1876 | 1881 | 1886 | 1891 | 1896 |
| ---- | ---- | ---- | ---- | ---- | ---- | ---- | ---- | ---- |
| 185  | 195  | 187  | 184  | 175  | 158  | 192  | 173  | 135  |

| 1901 | 1906 | 1911 | 1921 | 1926 | 1931 | 1936 | 1946 | 1954 |
| ---- | ---- | ---- | ---- | ---- | ---- | ---- | ---- | ---- |
| 133  | 108  | 114  | 118  | 116  | 110  | 107  | 111  | 136  |

| 1962 | 1968 | 1975 | 1982 | 1990 | 1999 | 2004 | 2006 | 2009 |
| ---- | ---- | ---- | ---- | ---- | ---- | ---- | ---- | ---- |
| 133  | 145  | 159  | 159  | 344  | 320  | 329  | 321  | 326  |

| 2014 | 2019 | 2022 | - | - | - | - | - | - |
| ---- | ---- | ---- | - | - | - | - | - | - |
| 331  | 316  | 316  | - | - | - | - | - | - |

## Culture locale et patrimoine

### Lieux et monuments

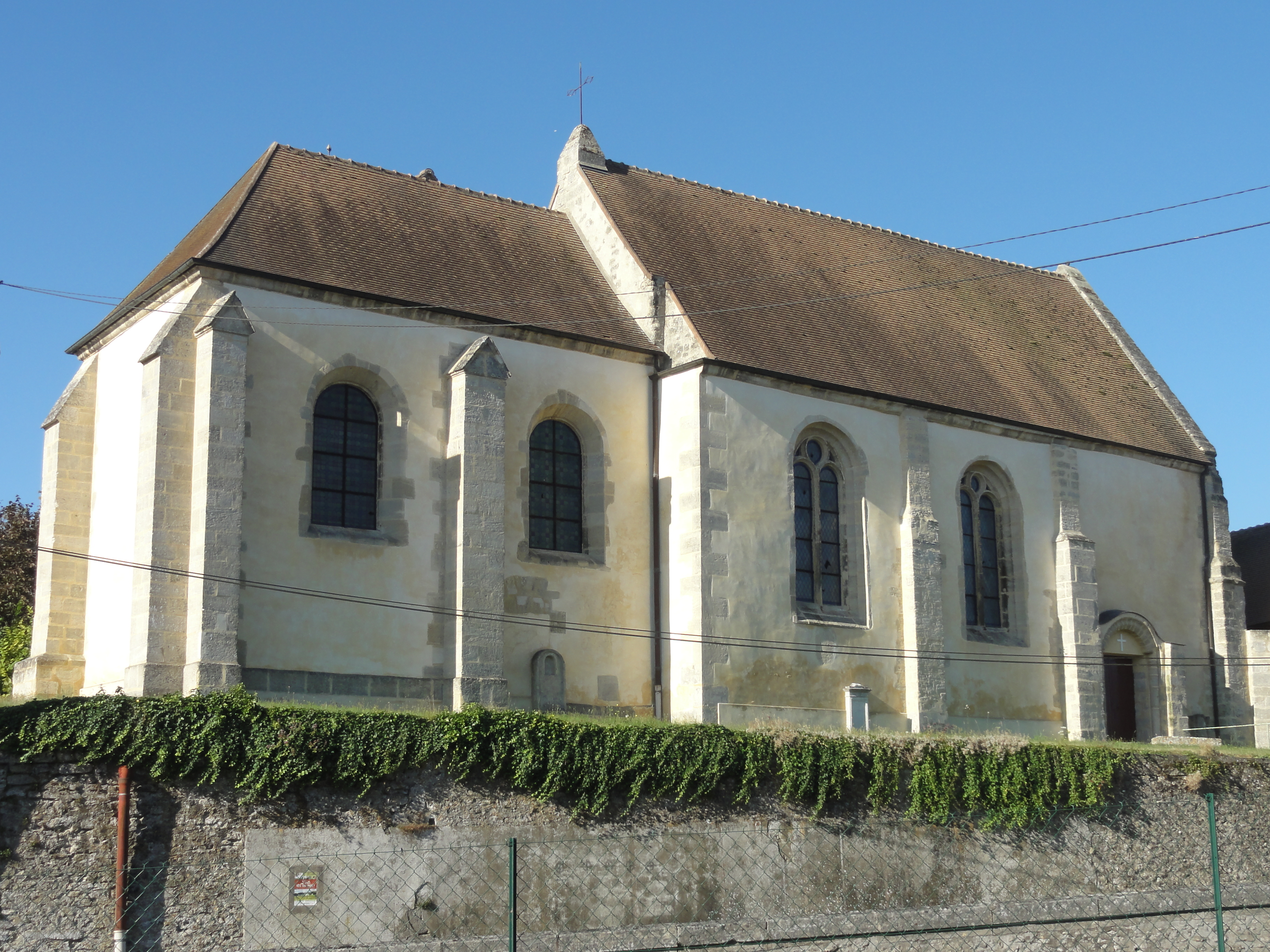
Église Saint-Nicolas, depuis le nord.

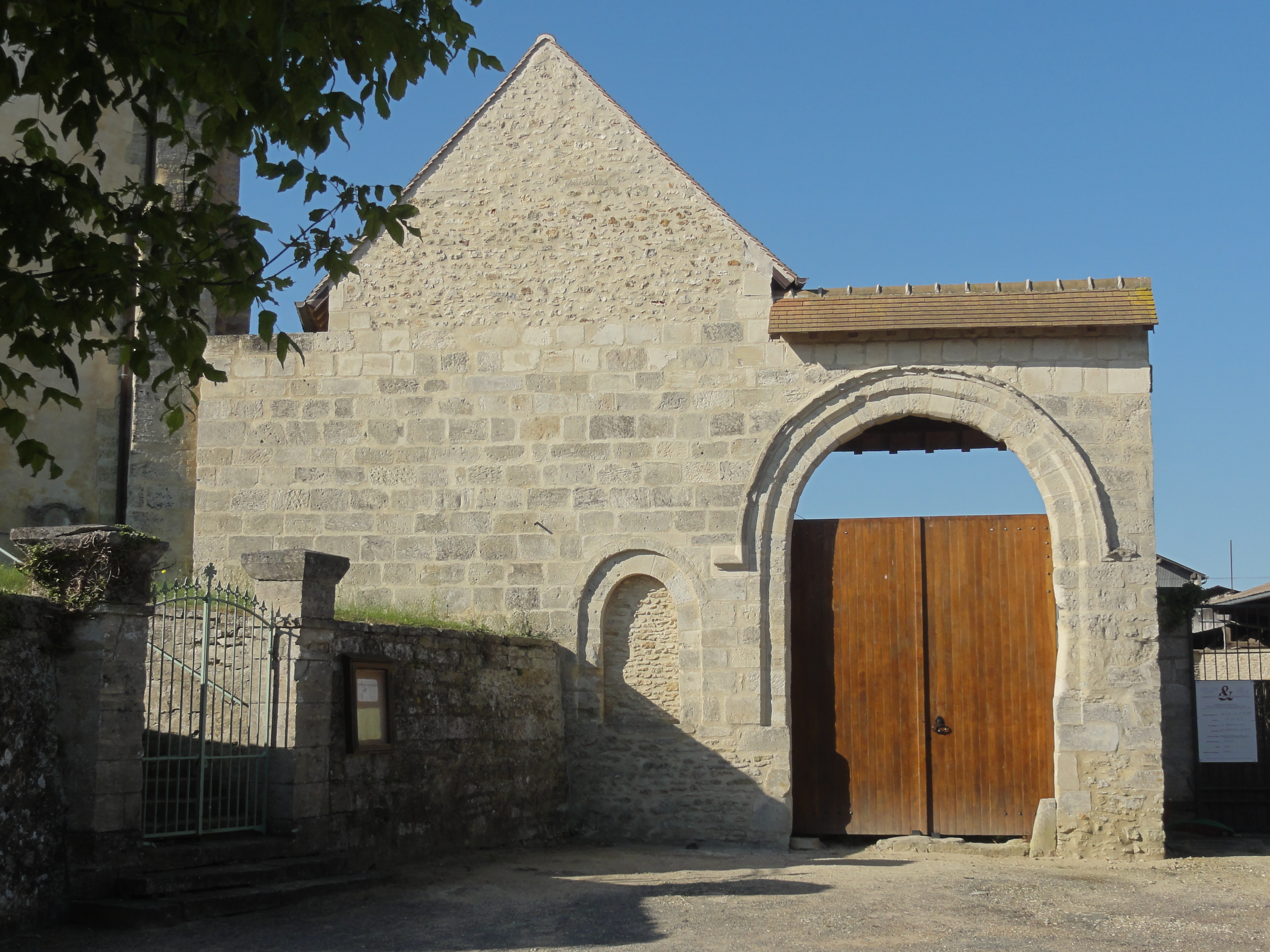
Portail de la ferme du prieuré.

La Chapelle-en-Vexin  compte un monument historique sur son territoire :
- Église Saint-Nicolas (de) (inscrite monument historique en 1997}[27]

En 1066, les moines de l'abbaye de Saint-Évroult bâtissent un premier petit oratoire dans le hameau s'appelant alors Heudicourt. Dans la chapelle, est exposée une image de la Vierge, faisant l'objet d'un culte particulier et jouissant d'une grande réputation dans la contrée. Les nombreux pèlerins de Notre-Dame du Vexin, comme on appelle l'image, font des dons, qui, d'après la légende, auraient permis de financer la construction de l'église actuelle, entre 1194 et 1230.
La construction de l'église donne lieu à l'érection du lieu en paroisse dès 1194, prenant le nom de La Chapelle-en-Vexin. Un prieuré est rattachée à l'église, dont une partie des bâtiments subsistent toujours au sein de la ferme jouxtant l'église.
L'édifice est remanié pendant le XVIe siècle, et à la suite d'un incendie en 1669, la couverture et la charpente de la nef doivent être reconstruites. Il demeure aujourd'hui impossible à dire à quoi ressemblait l'église après son achèvement. Elle se compose d'une nef romane de trois travées, qui a été voûtée pendant un certain temps, et d'un chœur de deux travées au chevet plat et aveugle du XVe siècle. Un petit clocher a été élevé au-dessus de la sacristie, située au sud du chœur. Le chœur est voûté d'ogives, mais les chapiteaux se sont perdus, et les nervures retombent sur de simples consoles. Par contre, au nord de l'arc triomphal, devant les murs et dans les angles occidentaux de la nef, subsistent des faisceaux de trois colonnettes avec de remarquables chapiteaux. Ceux de l'arc triomphal dateraient du XIIe siècle et représentent des personnages ; les autres sont sculptés en feuillages, mais semblent en partie refaits. Plus aucune fenêtre n'est d'origine. La nef est seulement éclairée par deux baies au remplage Renaissance dans la façade nord,.
On peut également signaler : 
- L'ancien prieuré des moines de Saint-Évroult, jouxtant l'église

En subsistent des vestiges contemporains de l'église, intégrés dans les bâtiments de l'exploitation agricole. Cette dernière a pris le relais du prieuré après sa désaffectation en 1793, du fait de la Révolution française et de la vente comme bien national de la plupart des biens de l'église.
- L'ancien abreuvoir-pédiluve, au nord du village près de la mare

Le muret permet la retention d'eau de la fontaine proche dans cette petite mare pavée. Elle servit à donner à boire aux animaux de ferme et fut également utilisé comme lave-sabots : les chevaux et bœufs y furent emmenés à la fin d'une journée de labour.
- Le lavoir municipal avec fontaine, près de la mare au nord du village

Le bassin du lavoir est alimenté par l'eau de la fontaine abrité dans l'édicule à sa droite. Cette association de lavoir et fontaine est fréquente. Les lavandières étaient protégés des intempéries par un toit, dont la charpente repose sur deux murs en moellons, l'un à l'ouest et l'autre au nord. Le bâtiment actuel n'est toutefois qu'une reconstitution du lavoir d'origine, charpente et tuiles étant entièrement neuves.
- La pompe à godets de marque « Dragor », près du calvaire face à la nouvelle mairie : cette pompe en fonte date de la seconde moitié du XIXe siècle et correspond à un modèle particulièrement répandu dans le Vexin français[29].
- Mur à contreforts, impasse de Riancourt

Ce mur de soutènement pour un terrain non bâti provient sans doute d'un bâtiment ancien plus important, étant donné son envergure et sa solidité peu en rapport avec son affectation actuelle.

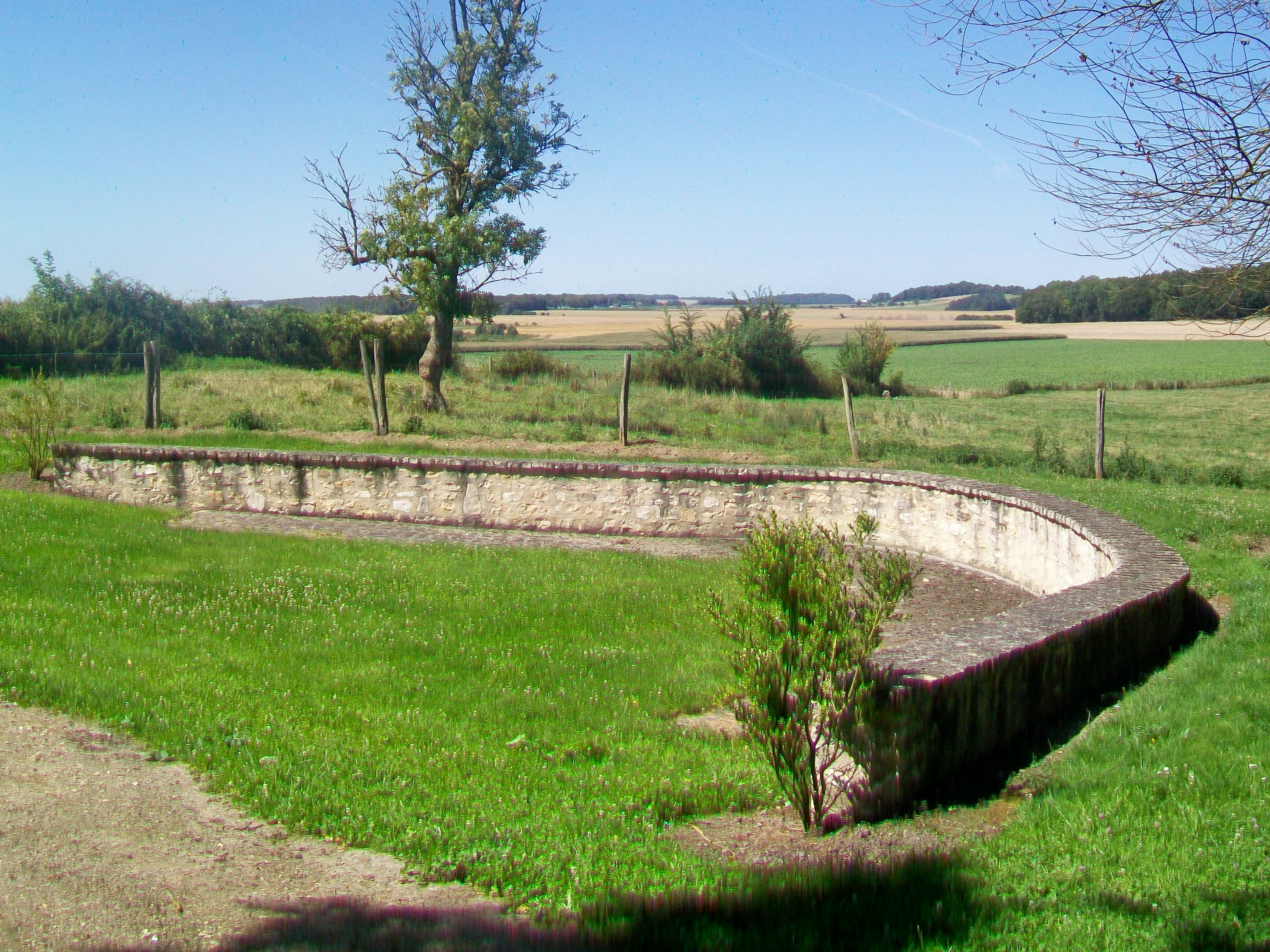
Ancien abreuvoir-pédiluve.
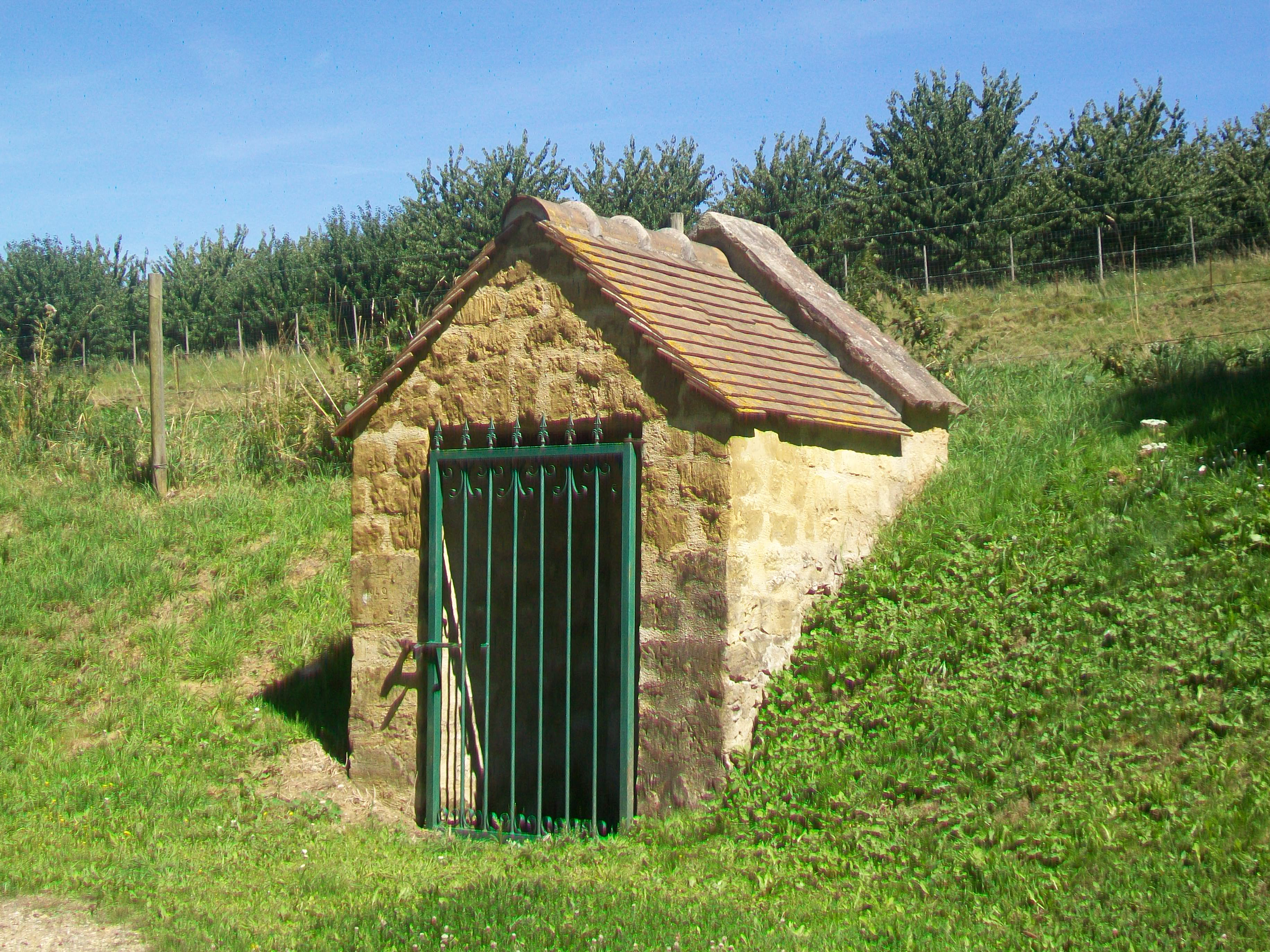
Abri de fontaine près du lavoir.
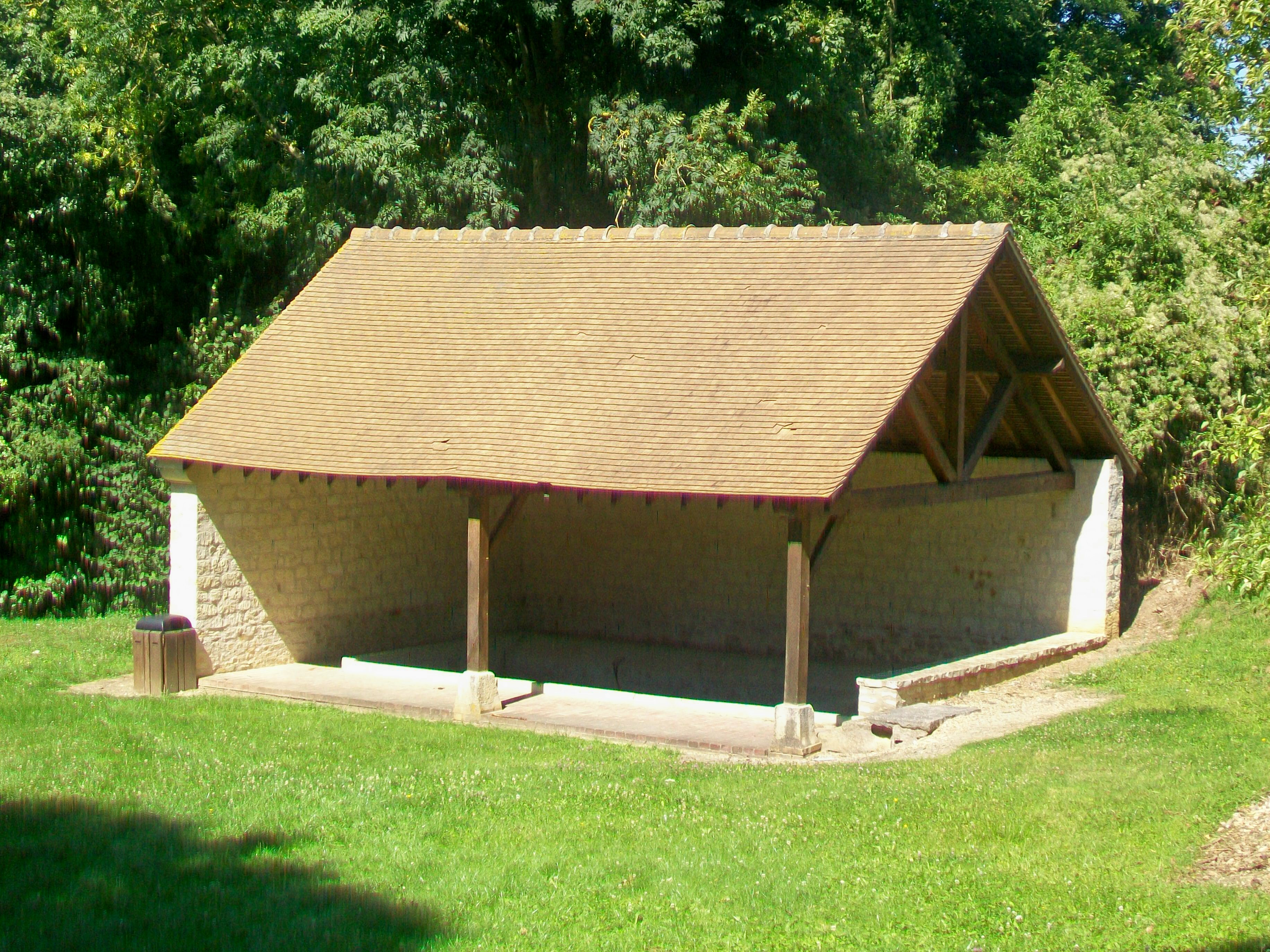
Lavoir couvert.
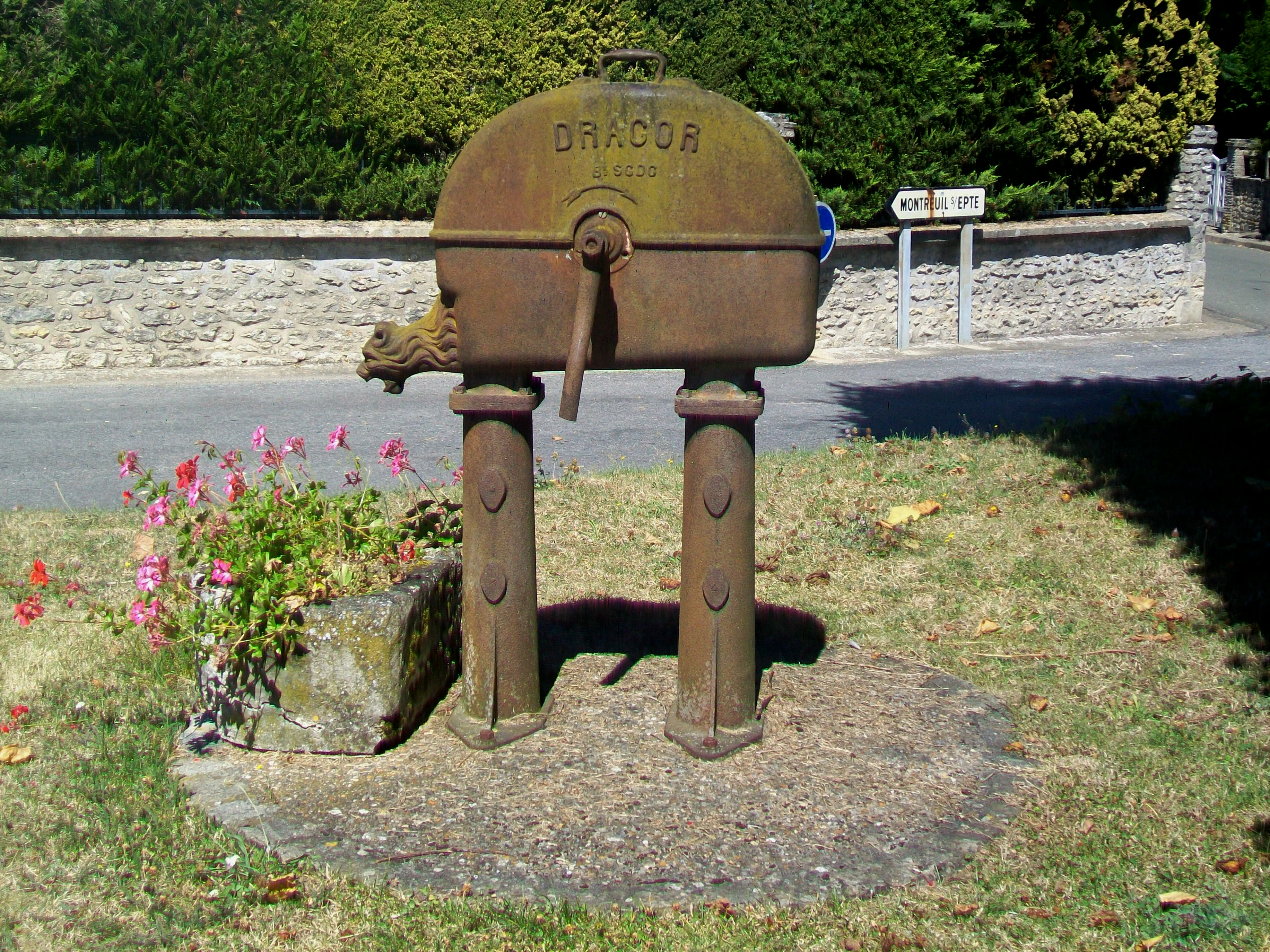
Pompe à godets « Dragor ».
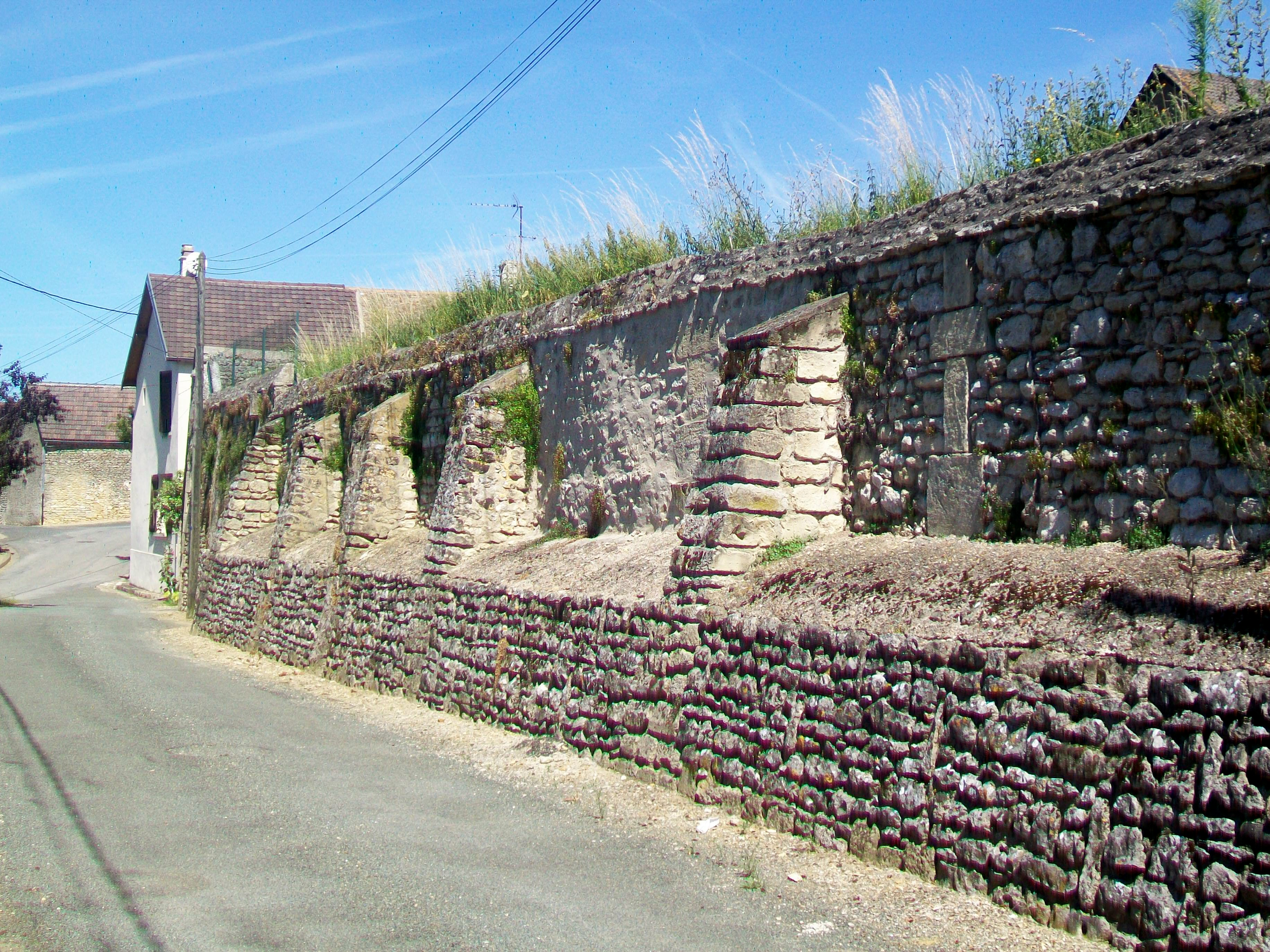
Mur à contreforts.
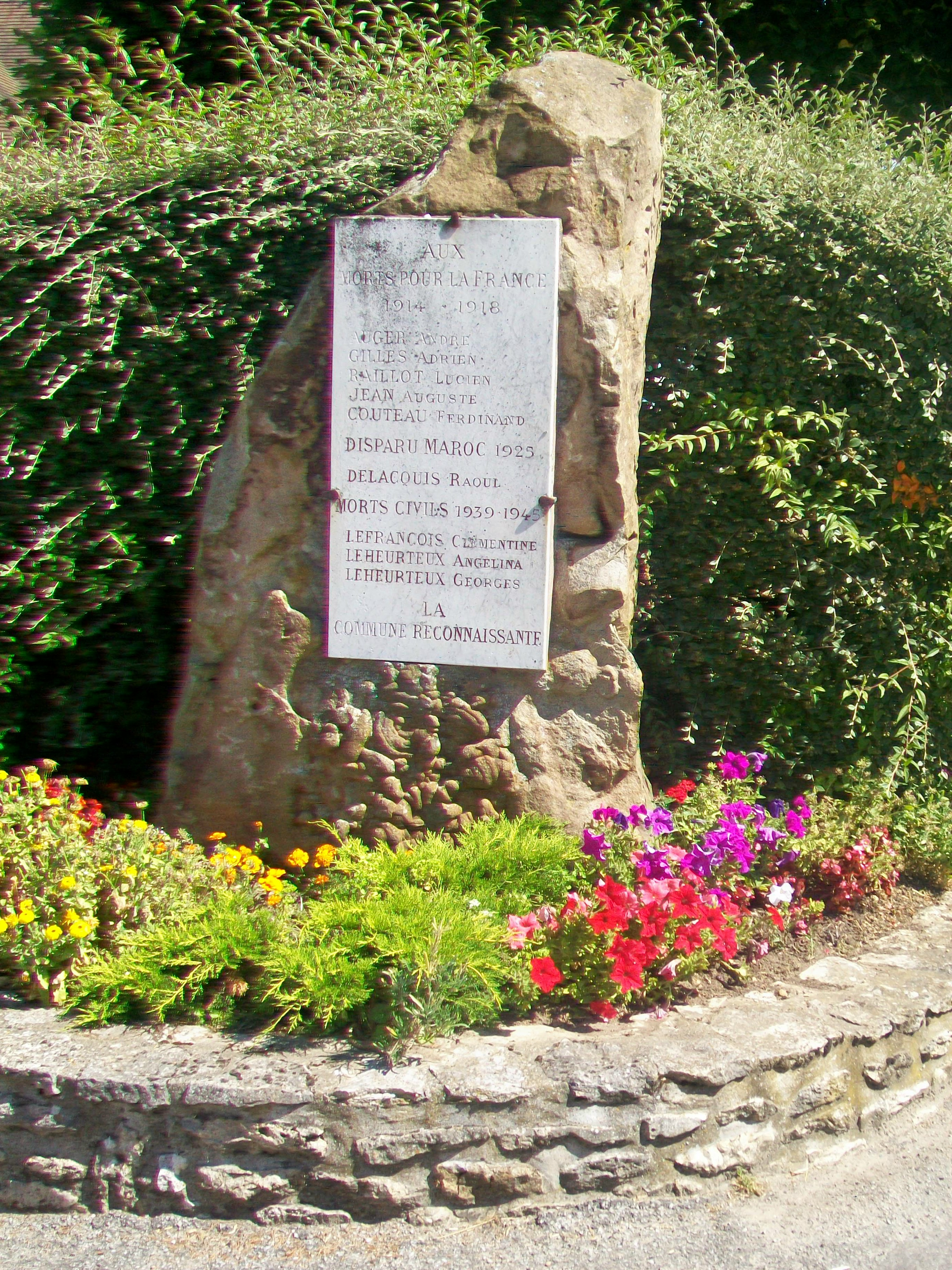
Monument aux morts.